# Jürgen Schröder
Jürgen Schröder (n. 15 septembrie 1940, Magdeburg, Germania Nazistă) este un om politic german, membru al Parlamentului European în perioada 1999-2004 din partea Germaniei.
1. ↑  Deputații în Parlamentul European
2. ↑  bundestag.de, accesat în 17 aprilie 2023